# Temporada 1973-74 de los Seattle SuperSonics
La temporada 1973-74 fue la séptima de los Seattle SuperSonics en la NBA. La temporada regular acabó con 36 victorias y 46 derrotas, ocupando el sexto puesto de la conferencia Oeste, no logrando clasificarse para los playoffs.

## Elecciones en elDraft
| Ronda | Puesto | Jugador    | Posición  | Nacionalidad   | Universidad    |
| ----- | ------ | ---------- | --------- | -------------- | -------------- |
| 1     | 4      | Mike Green | Ala-Pívot | Estados Unidos | Louisiana Tech |

## Temporada regular
| División Pacífico      | División Pacífico | División Pacífico | División Pacífico | División Pacífico | División Pacífico | División Pacífico | División Pacífico | División Pacífico |
| Equipo                 | G                 | P                 | %                 | PD                | Casa              | Fuera             | Neutral           | Div               |
| ---------------------- | ----------------- | ----------------- | ----------------- | ----------------- | ----------------- | ----------------- | ----------------- | ----------------- |
| y-Los Angeles Lakers   | 47                | 35                | .573              | –                 | 30–11             | 17–24             | –                 | 14–12             |
| Golden State Warriors  | 44                | 38                | .537              | 3                 | 23–18             | 20–20             | 1–0               | 15–11             |
| Seattle SuperSonics    | 36                | 46                | .439              | 11                | 22–19             | 14–27             | –                 | 12–14             |
| Phoenix Suns           | 30                | 52                | .366              | 17                | 24–17             | 6–34              | 0–1               | 11–15             |
| Portland Trail Blazers | 27                | 55                | .329              | 20                | 22–19             | 5–34              | 0–2               | 13–13             |

## Estadísticas
| Rk | Jugador         | Edad | P  | PT | MP   | TC  | TCI  | %TC  | TL  | TLI | %TL  | RO  | RD  | RT   | AS  | RB  | TAP | BP | FP  | PTS  |
| -- | --------------- | ---- | -- | -- | ---- | --- | ---- | ---- | --- | --- | ---- | --- | --- | ---- | --- | --- | --- | -- | --- | ---- |
| 1  | Spencer Haywood | 24   | 75 |    | 40.5 | 9.3 | 20.3 | .457 | 5.0 | 6.1 | .814 | 4.2 | 9.2 | 13.4 | 3.2 | 0.9 | 1.4 |    | 2.6 | 23.5 |
| 2  | Dick Snyder     | 29   | 74 |    | 36.1 | 7.7 | 16.1 | .481 | 2.6 | 3.0 | .866 | 1.2 | 2.9 | 4.1  | 3.6 | 1.2 | 0.4 |    | 3.5 | 18.1 |
| 3  | Fred Brown      | 25   | 82 |    | 30.5 | 7.0 | 15.0 | .471 | 2.4 | 2.8 | .863 | 1.4 | 3.5 | 4.9  | 5.0 | 1.7 | 0.2 |    | 3.4 | 16.5 |
| 4  | Kenny McIntosh  | 25   | 69 |    | 29.8 | 3.2 | 8.3  | .389 | 0.9 | 1.6 | .607 | 1.6 | 3.6 | 5.2  | 1.4 | 0.8 | 0.4 |    | 2.6 | 7.4  |
| 5  | Jim Fox         | 30   | 78 |    | 27.9 | 4.1 | 8.6  | .478 | 3.1 | 3.8 | .823 | 3.1 | 6.0 | 9.2  | 2.9 | 0.7 | 0.3 |    | 3.2 | 11.3 |
| 6  | John Hummer     | 25   | 35 |    | 26.7 | 3.5 | 7.4  | .467 | 1.3 | 2.7 | .469 | 2.0 | 5.0 | 7.0  | 2.7 | 0.7 | 0.6 |    | 2.5 | 8.2  |
| 7  | Slick Watts     | 22   | 62 |    | 23.0 | 3.2 | 8.2  | .388 | 1.6 | 2.5 | .645 | 1.2 | 1.8 | 2.9  | 5.7 | 1.9 | 0.2 |    | 3.3 | 8.0  |
| 8  | Dick Gibbs      | 25   | 71 |    | 21.5 | 4.3 | 9.9  | .431 | 2.3 | 2.8 | .806 | 1.3 | 1.9 | 3.1  | 1.1 | 0.5 | 0.3 |    | 2.7 | 10.8 |
| 9  | John Brisker    | 26   | 35 |    | 20.5 | 5.1 | 11.3 | .449 | 2.3 | 2.9 | .820 | 1.7 | 2.5 | 4.2  | 1.6 | 0.8 | 0.2 |    | 2.0 | 12.5 |
| 10 | Jim McDaniels   | 25   | 27 |    | 16.3 | 2.3 | 6.4  | .364 | 0.9 | 1.6 | .535 | 1.9 | 2.9 | 4.7  | 0.9 | 0.3 | 0.6 |    | 1.8 | 5.5  |
| 11 | Bud Stallworth  | 24   | 67 |    | 15.2 | 2.8 | 7.1  | .392 | 0.7 | 1.1 | .623 | 0.8 | 1.8 | 2.6  | 0.5 | 0.3 | 0.2 |    | 1.9 | 6.3  |
| 12 | Vester Marshall | 25   | 13 |    | 13.4 | 0.5 | 2.2  | .241 | 0.2 | 0.5 | .429 | 1.1 | 1.8 | 2.8  | 0.3 | 0.3 | 0.2 |    | 1.5 | 1.3  |
| 13 | Walt Hazzard    | 31   | 49 |    | 11.7 | 1.6 | 3.7  | .422 | 0.7 | 0.9 | .756 | 0.4 | 0.8 | 1.2  | 2.5 | 0.5 | 0.1 |    | 1.6 | 3.8  |
| 14 | Milt Williams   | 28   | 53 |    | 9.5  | 1.2 | 2.8  | .416 | 0.8 | 1.2 | .651 | 0.4 | 0.5 | 0.9  | 1.9 | 0.5 | 0.0 |    | 1.5 | 3.1  |

## Galardones y récords
| Jugador         | Galardón                              |
| Spencer Haywood | 2.º Mejor quinteto de la NBA All-Star |